# Frankrikes demografi
Frankrikes demografi, Frankrike kännetecknas av att ha gått igenom den demografiska transitionen betydligt tidigare än flera av sina grannländer, som Storbritannien och Tyskland, vilket bland annat ledde till att landet länge hade störst folkmängd i Europa. Men under 1800-talet då Europas befolkning flerdubblades ökade Frankrikes knappt med hälften. Till skillnad från många andra europeiska länder var utvandringen till USA obetydlig och Frankrike är sedan länge ett invandrarland. Världskrigen och framförallt det första satte ett djupt jack i landets befolkningspyramid. Efter andra världskriget var optimismen stor och barnafödandet sköt i höjden vilket kallas "le Baby Boom". Därefter sjönk det något fram tills det var babyboomgenerationens tur att skaffa egna barn. På senare tid har den naturliga folkökningen haft en betydligt positivare utveckling än flera av grannlanderna, men trots det får landet en svår uppgift när babyboomgenerationen går i pension.

## Urbanisering
Ett annat kännetecken för Frankrikes demografi är att den industriella revolutionen kom igång relativt långsamt och att hälften av befolkningen så sent som vid mitten av 1900-talet fortfarande bodde i rurala områden. Sedan dess har urbaniseringen fortsatt och de då viktiga industri- och lantbrukssektorerna har fått ge vika för tjänstesektorn. På senare tid har man kunnat konstatera en viss tendens att åter flytta ut på landet, men cirka 80% bor fortfarande i städerna. 

## Geografi

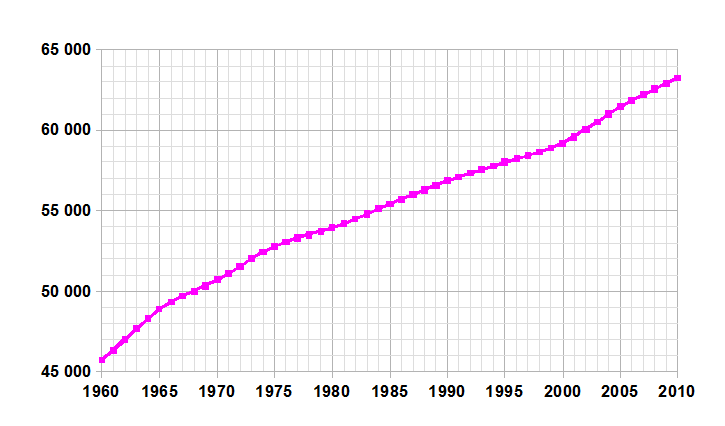
Diagram som visar hur Frankrikes folkmängd har utvecklats

Frankrike är idag i jämförelse med flera av sina västeuropeiska grannar, ganska glest befolkat. Men befolkningen är förhållandevis ojämnt fördelad. Parisregionen Île-de-France står med sina elva miljoner invånare för en sjättedel av landets befolkning. Paris spelar en dubbel roll som både in- och utflyttningsort i den demografiska geografien. Dit de unga söker sig för att få arbete och därifrån de äldre "flyr", efter ha tröttnat på storstadslivet. Efter en debatt om Paris dominerande roll med märkvärt Jean-François Graviers bok Paris och franska öknar 1947, har en ganska effektiv decentraliseringspolitik lyckats skapa alternativa poler i andra delar av landet. Men den nordöst-sydvästliga diagonalen från Ardennerna, över Centralmassivet till Pyrenéerna lider ändock av bristande ekonomisk aktivitet och en åldrande befolkning.

## Immigration
Frankrike är som nämnt traditionellt ett invandrarland, och länge kom de flesta invandrarna från andra europeiska länder: Portugal, Spanien, Italien m.fl. Nästa immigrationsvåg kom främst från franska ex-kolonier: Maghrebländerna i Nordafrika, Algeriet, Marocko, Tunisien och sedan även från subsahariska Afrika och Indokina men också från länder som inte varit franska kolonier, som Kina och Turkiet.
Invandrarna är dock ojämnt fördelade över landet. Störst är koncentrationen i storstadsområdena, som Paris och Marseille, och lägst i landets västra delar.
Mellan 8 % och 10 % av Frankrikes befolkning har utländsk bakgrund.
Frankrike tillsammans med Belgien, Irland, Italien, Nederländerna, Schweiz, Spanien, Storbritannien, Sverige och Tyskland är de länder i Europa som har tagit emot flest invandrare under efterkrigstiden[källa behövs].

## Religion
Ungefär 70 % av befolkningen är romerska katoliker, 6–7 % muslimer (främst sunniter), 1,5 % protestanter, 1 % judar, buddhister, med flera. Trots dessa till synes höga siffror är Frankrike i allra högsta grad ett sekulariserat land och religionsutövning är inte vanligare än i till exempel Sverige. Kyrkan är strängt separerad från staten genom den konfessionslöshet (på franska laïcité) som är ett arv från franska revolutionen.

## Språk
De flesta fransmän talar franska som modersmål. I Frankrike talas också ett antal regionala språk och invandrarspråk. Noterbara regionala språk är, occitanska (provensalska), korsikanska, frankoprovensalska, bretonska, katalanska, baskiska, nederländska (flamländska) och alsatiska. Det största invandrarspråket är arabiska.